# ザ・ジゴロ
『ザ・ジゴロ』（The Gigolo）は、アメリカ合衆国のジャズ・トランペット奏者、リー・モーガンが1965年に録音・1968年に発表したスタジオ・アルバム。

## 解説
1965年6月25日に行われた1回目のセッションにおける録音は、「トラップト」以外はお蔵入りとなり、残りの曲は7月1日のセッションで録音された。収録曲「イエス・アイ・キャン、ノー・ユー・キャント」は、モーガンが1963年に録音した代表曲「ザ・サイドワインダー」の路線を踏襲している。
スコット・ヤナウはオールミュージックにおいて5点満点中4.5点を付け「ここには弱い曲がなく、リーダーを筆頭にテナー奏者のウェイン・ショーター、ピアニストのハロルド・メイバーン、ベーシストのボブ・クランショウ、ドラマーのビリー・ヒギンスのいずれも、辛辣な批判を受けることはあり得ない」と評している。

## 収録曲
特記なき楽曲はリー・モーガン作曲。
1. イエス・アイ・キャン、ノー・ユー・キャント - "Yes I Can, No You Can't" - 7:26
2. トラップト - "Trapped" (Wayne Shorter) - 5:59
3. スピード・ボール - "Speedball" - 5:32
4. ザ・ジゴロ - "The Gigolo" - 11:07
5. ユー・ゴー・トゥ・マイ・ヘッド - "You Go to My Head" (John Frederick Coots, Haven Gillespie) - 7:22

### 2006年リマスターCDボーナス・トラック
1. ザ・ジゴロ（別テイク） - "The Gigolo (Alternate Take)" - 10:04

## 参加ミュージシャン
- リー・モーガン - トランペット
- ウェイン・ショーター - テナー・サクソフォーン
- ハロルド・メイバーン（英語版） - ピアノ
- ボブ・クランショウ（英語版） - ベース
- ビリー・ヒギンス - ドラムス